# Polystachya odorata
Espèce
Synonymes
- Dendrorchis odorata (Lindl.) Kuntze[1]
- Dendrorchis usambarensis (Schltr.) Kuntze[1]
- Dendrorkis odorata (Lindl.) Kuntze[1]
- Dendrorkis usambarensis (Schltr.) Kuntze[1]
- Polystachya odorata var. odorata[1]
- Polystachya striata De Wild.[1]
- Polystachya usambarensis Schltr.[1]

Polystachya odorata Lindl. est une espèce de plantes à fleurs de la famille des Orchidaceae (les orchidées) et du genre Polystachya, présente en Afrique de l'Ouest et centrale. 

## Liste des variétés et sous-espèces
Selon Catalogue of Life (13 septembre 2017) :
- sous-espèce Polystachya odorata subsp. gabonensis
- sous-espèce Polystachya odorata subsp. odorata
- sous-espèce Polystachya odorata subsp. trilepidis

Selon The Plant List (13 septembre 2017) :
- variété Polystachya odorata var. trilepidis Summerh.

Selon Tropicos (13 septembre 2017) (Attention liste brute contenant possiblement des synonymes) :
- sous-espèce Polystachya odorata subsp. gabonensis (Summerh.) Stévart
- sous-espèce Polystachya odorata subsp. trilepidis (Summerh.) Stévart
- variété Polystachya odorata var. odorata
- variété Polystachya odorata var. trilepidis Summerh.

Polystachya odorata subsp. gabonensis a été observée au Gabon et en Guinée équatoriale.

Polystachya odorata subsp. odorata a été observée au Nigeria, au Cameroun (en de nombreux endroits dont la Réserve de faune du Dja) et en Guinée équatoriale.

Polystachya odorata subsp. trilepidis a été collectée au Nigeria (État d'Ondo) et au sud du Cameroun (colline de Nkoltsia, près de Gouap).